# Świerczynki (Toruń)
Pour les articles homonymes, voir Świerczynki.
Świerczynki est un village polonais situé en Couïavie-Poméranie, dans la gmina (commune) de Łysomice.